# 绍普夫洛赫
绍普夫洛赫是德国巴登-符腾堡州的一个市镇。总面积17.03平方公里，总人口2604人，其中男性1296人，女性1308人（2011年12月31日），人口密度153人/平方公里。